# Expeditie Robinson 2004
Expeditie Robinson 2004 is het 5e seizoen van Expeditie Robinson.

## Synopsis
De kandidaten werden in het vijfde seizoen ingedeeld naar land van herkomst (Nederland vs. België). Voor het eerst zouden beide teams op hetzelfde eiland zitten.
Het idee van een geheime expeditie werd verder uitgewerkt in de vorm van een derde kamp midden op het eiland van beide teams. Deze zogenaamde verstekelingen mochten niet gezien worden, maar mochten van alles doen om te overleven: met andere woorden, de andere kampen beroven van hun voedsel. Uiteindelijk zouden vijf verstekelingen opnieuw aan de expeditie mogen deelnemen. Er werd geen laatste Eilandraad gehouden, maar de deelnemers brachten hun stem uit in een tv uitzending in de studio na afloop toen zij alle tv-beelden hadden bekeken en dus ook dingen zagen die zij zelf niet hadden meegemaakt. Frank (België), wint van Matthias (België) met 9-2.

## Kandidaten
| Deelnemer                | Leeftijd | Woonplaats   | Beroep                             | Plaats                                     |
| ------------------------ | -------- | ------------ | ---------------------------------- | ------------------------------------------ |
| Frank de Meulder         | 37       | Schilde      | dakdekker                          | finalist, winnaar                          |
| Matthias Verscheure      | 23       | Oostende     | leraar                             | finalist, tweede                           |
| Marjolein Cuijpers       | 27       | Amsterdam    | verkoper kledingwinkel, ondernemer | afgevallen, derde                          |
| Shandinella Cornelia     | 26       | Utrecht      | verpleegkundige                    | afgevallen, vierde                         |
| Ronald Groenink          | 43       | Lelystad     | piloot                             | weggestemd, vijfde                         |
| Klaar van der Lippe      | 42       | Rotterdam    | kunstenaar                         | weggestemd, zesde                          |
| Mick van Poelvoorde      | 39       | Schepdaal    | restauranteigenaar en brandweerman | weggestemd, zevende                        |
| Darline Degheldere       | 41       | Zwijndrecht  | bankdirecteur                      | afgevallen, achtste                        |
| Peter de Groote          | 33       | Ieper        | eigenaar bonbonwinkelketen         | vertrokken (psychische problemen), negende |
| Mohammed Bouziane        | 29       | Turnhout     | ploegbaas bouwbedrijf              | vertrokken (psychische problemen), tiende  |
| Kelly Eulaers            | 22       | Borgerhout   | bestuursassistent                  | vertrokken (psychische problemen), elfde   |
| Frouke van Fraeyenhove   | 22       | Den Haag     | student economie/management        | weggestemd (verzwakt), twaalfde            |
| Mitchell A. El Mehtouchi | 33       | Boom         | afgestudeerd Frans/Engels          | weggestemd, dertiende                      |
| Ernestine Schweig        | 43       | Nieuw-Vennep | assistent-purser                   | vertrokken (fysieke problemen), veertiende |
| Jeroen van der Hoef      | 26       | Groningen    | student Kunstacademie              | vertrokken (heimwee), vijftiende           |
| Patrick Bierens          | 35       | Horst        | directeur Wellness centre ANCO     | vertrokken (heimwee), zestiende            |
| Sarah De Bleecker        | 24       | Deinze       | barmedewerker hotel                | vertrokken (uitputting), zeventiende       |
| Henk van Dam             | 59       | Hardegarijp  | oud-directeur                      | vertrokken (uitputting), achttiende        |